# Кървави цветя
„Кървави цветя“ (на турски: Kan Çiçekleri) е драматичен турски телевизионен сериал, продуциран от Raıns Pıctures, чийто първи епизод е излъчен на 5 декември 2022 г. Главните роли се изпълняват от Баръш Бакташ и Ямур Юксел.

## Актьорски състав
- Баръш Бакташ – Баран Карабей
- Ямур Юксел – Дилан Демир/Карабай
- Беркай Чънар - Али
- Селинай Ташол – Зюмрют Демир
- Налан Йоргют – Азаде Карабей
- Ерол Яван - Кудрет Карабай
- Хасан Баликташ – Сеит Демир
- Хилял Кувет – Ханифе Демир
- Йълмаз Улуташ – Хасан Карабей
- Екрем Арал Туна - Джевдет Демир
- Дилер Гюлер – Джеврие Демир
- Джейда Пънар - Дерия Йълдъз
- Гьоксел Кайхан – Джихан Карабей
- Гьокхан Гюрдеиш – Фърат Карабей

## Излъчване
| Сезон | Епизоди | Начало на сезона  | Край на сезона | Всички епизоди | ТВ сезон    | ТВ Канал | Дата и час   |
| ----- | ------- | ----------------- | -------------- | -------------- | ----------- | -------- | ------------ |
| 1     | 144     | 5 декември 2022   | 14 юли 2023    | 1 – 144        | 2022 – 2023 | Kanal 7  | всеки делник |
| 2     | 210     | 18 септември 2023 | 5 юли 2024     | 145 – 354      | 2023 – 2024 | Kanal 7  | всеки делник |
| 3     | 80      | 30 септември 2024 | 17 януари 2025 | 355 – 434      | 2024 – 2025 | Kanal 7  | всеки делник |

## Излъчване в България
| Сезон | Епизоди | Начало на сезона | Край на сезона | Всички епизоди | ТВ сезон | ТВ канал  | Дата и час           |
| ----- | ------- | ---------------- | -------------- | -------------- | -------- | --------- | -------------------- |
| 1     | 201     | 28 април 2025    |                | 1 – 201        | 2025     | bTV Story | всеки делник (17:00) |
| 2     | 319     |                  |                | 202 – 520      |          | bTV Story |                      |
| 3     | 125     |                  |                | 521 – 645      |          | bTV Story |                      |

## В България
В България сериалът започва на 28 април 2025 г. по bTV Story. Дублажът е на студио „Медиа Линк“. Ролите се озвучават от Симона Стоянова, Петя Абаджиева, Мартин Герасков, Борис Кашев и Александър Воронов.